# Encarnación Fernández (cantaora)
Encarnación Fernández (Torrevieja, 1951) es una cantaora de flamenco española.

## Trayectoria
Nació en 1951 en Alicante en una familia con profunda raíz flamenca. Es hija de Antonio Fernández, un renombrado tocaor murciano, de quien aprendió el arte. Desde pequeña, mostró talento para el baile y el cante flamenco, comenzando su carrera artística junto a su hermana Bárbara con el conjunto flamenco Las gitanillas de bronce a finales de los años 60 del siglo XX.
Durante la década de 1970, revolucionó el concepto de los Cantes de las Minas, una tradición del cante flamenco relacionada con las regiones mineras de España a los que aportó una profundidad única. Su interpretación de las obras del poeta cartagenero Ginés Jorquera se ha convertido en una importante referencia en el mundo del flamenco. Su casa en La Unión se convirtió en un punto de encuentro para los aficionados y artistas del flamenco, compartiendo espacio con otras sagas del flamenco como los Piñana y figuras como el Rojo El Alpargatero y la familia Ayala "Rampa".

## Reconocimientos
Fernández ganó en dos ocasiones consecutivas, 1979 y 1980, la Lámpara Minera, el máximo reconocimiento en el Festival del Cante de las Minas. En 1988, recibió el Melón de Oro del Festival Internacional de Cante Flamenco de Lo Ferro de Murcia. En 2015, por su labor de difusión del flamenco recibió también el Castillete de Oro de La Unión del Festival del Cante de las Minas.
Unos años después, en 2021, en el XLI Festival Internacional de Cante Flamenco de Lo Ferro de Murcia, Fernández recibió la medalla de oro. Al año siguiente, en 2022, el artesano David López Rodríguez utilizó su imagen para ilustrar los abanicos de la 61 edición del Festival del Cante de las Minas. Ese mismo año, Fernández junto a la cantante Ruth Lorenzo, la bailarina y bailaora Lucía Campillo, la triatleta Paula Sánchez, la actriz Esperanza Clares y la catedrática de Anatomía, Trinidad Herrero, fueron las ganadoras de los Premios Únicas, unos galardones que otorgan el centro comercial Nueva Condomina y que valoran la trayectoria y el trabajo de mujeres relevantes de la Región de Murcia.
El 9 de agosto de 2023, la Fundación Cante de las Minas realizó un homenaje a Fernández al colocar una placa con su nombre «Parque de Encarnación Fernández», colocada en el Parque Urbanización Ribera de Golf de La Unión, frente a su residencia.